# Cervejaria Wäls
A Cervejaria Wäls é uma micro-cervejaria que produz cervejas especiais, com sede em Belo Horizonte. Foi fundada no início de 2000 pelos irmãos José Felipe e Tiago Carneiro. A marca é distribuída, além de Belo Horizonte, em Brasília, Curitiba, São Paulo e Rio de Janeiro.

## História
O início da empresa remonta aos anos 90, quando eram produzidos refrigerantes e sucos para restaurantes da família. No início de 2000, os irmãos decidiram criar a Cervejaria Wäls, em Belo Horizonte, onde começaram a fazer cervejas especiais.
Durante oito anos, o foco da cervejaria era produzir o tipo mais convencional de cerveja, a chamada cerveja Pilsen. Além da rede de restaurantes, a cervejaria realizava eventos universitários e chope com sistema de delivery.[carece de fontes?]
Com a abertura do mercado para produtos importados, começaram a chegar no país cervejas mais elaboradas, com sabores e embalagens diferenciadas. A linha de cervejas especiais da Wäls foi lançada no ano de 2008, após longo período de estudos e investimentos. Inspirada nas tradicionais escolas cervejeiras Belga e Tcheca, são produzidos 14 estilos de diferentes cervejas, além da linha sazonal. A Wäls é pioneira na técnica de cervejas refermentadas e em novos processos produtivos, como o método champenoise para cervejas (apenas 5 cervejarias no mundo detêm esta técnica).[carece de fontes?]
Em 2015, foi vendida pela AmBev, ingressando no mercado de cervejarias artesanais junto com a Colorado, de Ribeirão Preto (SP) sendo adquirida no mesmo ano.

## Parcerias e premiações
Em 2012, a Wäls recebeu o título de melhor cervejaria da América do Sul.[carece de fontes?] No mesmo ano, foi feita a primeira parceria internacional de uma microcervejaria nacional com uma cervejaria estrangeira, em que um dos mestres-cervejeiros mais renomados do mundo, Garrett Oliver, editor chefe do livro The Oxford Companion to Beer, da Universidade de Oxford e cervejeiro da Cervejaria Brooklyn de Nova Iorque, criou juntamente com a Wäls, a primeira cerveja feita com cana de açúcar do mundo, a Wäls Saison de Caipira.
Em 2013, a cervejaria foi premiada com o título de “Cerveja do Ano” com o rótulo Wäls Bohemia Pilsen, que obteve a maior nota dentre 500 rótulos julgados no maior concurso nacional de cervejas.
Em abril de 2014, a cervejaria foi premiada na Copa do Mundo da Cerveja, o maior concurso internacional de cervejas, em Denver (EUA), com o ouro na categoria 60 - Belgian-Style Dubbel com cerveja Wäls Dubbel e prata na categoria 64: Other Belgian-Style Ale com a cerveja Wäls Quadruppel.
Outra parceria internacional, foi a extensão de um projeto feito nos Estados Unidos, entre funcionários da empresa Google, e a cervejaria Dog Fish Head.[carece de fontes?] Funcionários da empresa criaram uma receita exclusiva utilizando as ferramentas de tecnologia do Google. O Google América Latina entrou em contato com a Cervejaria Wäls e foi criada a receita da Wäls 42, lançada no mercado no mesmo ano. [carece de fontes?]

## Expansão
Em 2014 conheceu iniciou-se o projeto de exportação da Wäls, chegando a países como Estados Unidos, Canadá e França.[carece de fontes?]
Todas as expansões industriais possíveis foram realizadas na área em que a empresa está instalada. Novos projetos de expansão não são mais viáveis no local. Será inaugurada em novembro uma fábrica em San Diego na Califórnia para dar continuidade e fortalecimento da marca nos Estados Unidos. As cervejas produzidas naquela unidade irão fomentar o mercado local, mas parte das cervejas produzidas será exportada para o Brasil.

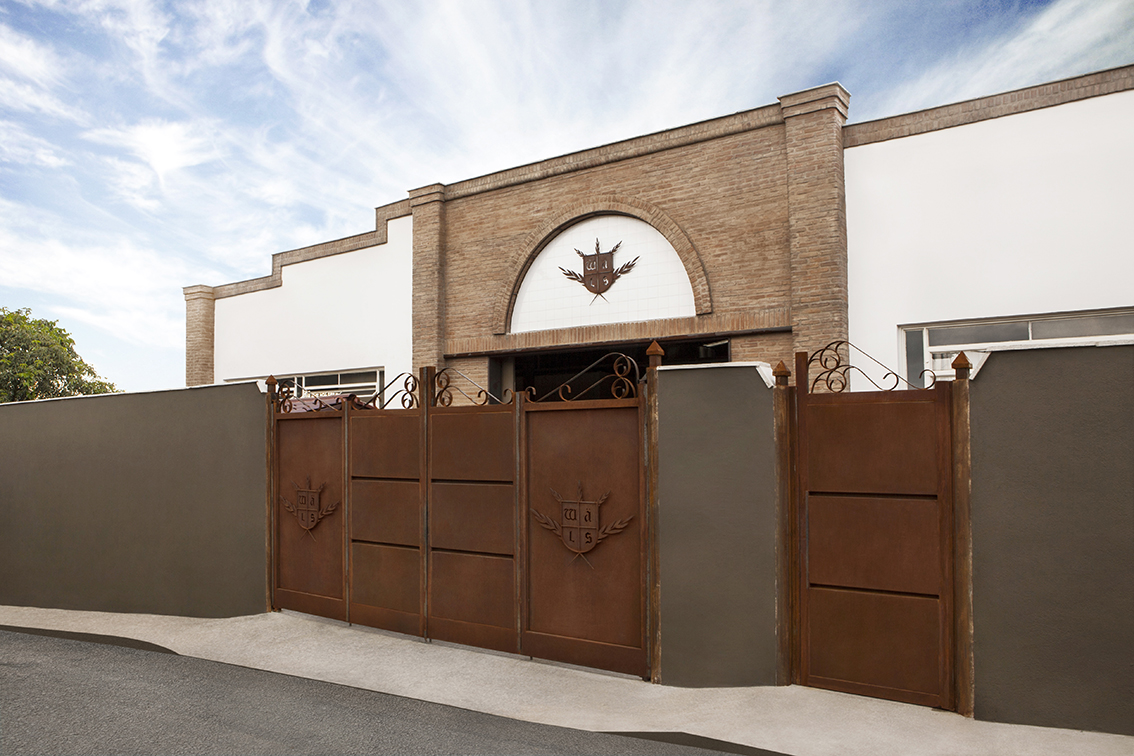
Fachada da Cervejaria Wäls

A terceira planta de produção da Cervejaria Wäls será inaugurada em 2016, na cidade turística de Araxá-MG, com previsão de investimento de R$ 20 milhões. O arquiteto Gustavo Penna é o responsável pelo projeto da mais moderna micro-cervejaria no país, com capacidade de produção estimada de 400 mil litros por mês. As obras já estão em andamento.